# Диференціальне та інтегральне числення
Диференціальне та інтегральне числення (англ. Calculus, від лат. calculus, дослівно «невеликий камінчик» — такий, що в рахівницях, який використовувався для підрахунку) — розділ математики, що вивчає збіжності послідовностей і рядів, неперервні дійсні функції й диференціальне та інтегральне числення дійсних функцій однієї змінної. Традиційно в інших країнах курс «числення» є вступом до математичного аналізу та інших курсів, які використовують диференціальне й інтегральне числення.
Диференціальне та інтегральне числення вивчає змінні, як геометрія вивчає форми, а алгебра — операції та їх застосування для розв'язання рівнянь. Його широко застосовують у науці, економіці й інженерії, до того ж використовують під час розв'язання багатьох задач, для яких однієї алгебри недостатньо.
Історично склалося так, що диференціальне та інтегральне числення називали «численням нескінченно малих». Прикладами інших відомих числень є: числення висловлювань, варіаційне числення, лямбда-числення тощо.

## Історія
Сучасна теорія диференціального числення була розроблена в 17-му столітті в Європі Ісааком Ньютоном і Готфрідом Вільгельмом Лейбніцем (незалежно один від одного, і публікували це вперше приблизно в однаковий час), але елементи цієї теорії з'явилися ще в стародавній Греції, потім в Китаї і Середньому Сході, і згодом знов у середньовічній Європі і Індії.

### Стародавні часи

Архімед використав метод вичерпування для розрахунку площі під кривою параболи.

В стародавньому періоді історії з'явилися деякі ідеї, які згодом привели до появи інтегрального числення, але ці ідеї не розвинулися у точну і систематизовану теорію. Розрахунок об'єму і площі, що є однією із задач інтегрального числення, було знайдено у одному з єгипетських математичних папірусів (13-ї династії, близько 1820 р. до н.е.), але наведені формули є простими інструкціями, без описання методу, і в ньому бракує деяких основних компонент. В епоху давньогрецьких математиків, Евдокс (близько 408–355 р. до н.е.) використовував метод вичерпування, що є попередником поняття границі, для розрахунку площ і об'ємів, а Архімед (близько 287–212 до н.е.) розвинув цю ідею далі, і заснував методи евристики, які нагадують методи інтегрального числення. Метод вичерпування згодом незалежно від того було відкрито в Китаї математиком Лю Хуей у 3-му столітті н.е. для того, щоб знайти площу кола. В 5-му столітті н.е., Цзу Генчжи, син Цзу Чунчжи, заснував методдля знаходження об'єму сфери, який згодом назвали принципом Кавальєрі.

### Середньовіччя
У Середньому Сході, Ібн аль-Хайсам (близько 965 – 1040 н.е.) отримав формулу для суми четвертих степенів. Він отримав результат, який би зараз назвали інтегруванням функції, і використав цю отриману формулу для розрахунку об'єму параболоїда. В 14-му столітті, індійські математики створили не строгий метод, що нагадує диференціювання, що застосовувався до деяких тригонометричних функцій. Таким чином, Мадхава із Сангамаграми і Керальська школа астрономії та математики започаткували елементи числення. Повна теорія, яка містить ці компоненти тепер добре відома Західному світу як Ряд Тейлора або наближення нескінченних рядів. Однак, вони не змогли "об'єднати багато з цих різних ідей за допомогою двох загальних тепер понять похідної і інтеграла, показати зв'язок між ними двома, і не змогли перетворити числення у потужній інструмент вирішення задач, який ми маємо сьогодні".

### Сучасні часи
—Джон фон Нейман
В Європі фундаментальною роботою в цьому напряму був трактат Бонавентура Кавальєрі, який запропонував, що об'єми і площі треба розраховувати як суму об'ємів і площ нескінченно тонких розділених частин. Ідеї були схожими на ідеї Архімеда в праці Метод, але вважають що цей трактат було втрачено в 13-му столітті, і його знову було знайдено на початку 20-го століття, тому Кавальєрі він був не відомим. Роботу Кавальєрі спочатку не набула загального визнання, оскільки його метод міг призвести до неправильних результатів, а нескінченно малі які він запропонував спочатку не сприйняті.
Приблизно в той самий час, разом із формальним дослідженням числення нескінченно малих Кавальєрі в Європі розвивалося поняття числення скінченних різниць. П'єр Ферма, стверджуючи що позичив це у Діофанта, запропонував поняття наближеної рівності, що означало рівність до деякої нескінченно малої похибки. Поєднати це змогли Джон Валліс, Ісаак Барроу, і Джеймс Грегорі, які згодом довели другу частину фундаментальної теореми числення близько 1670 р.

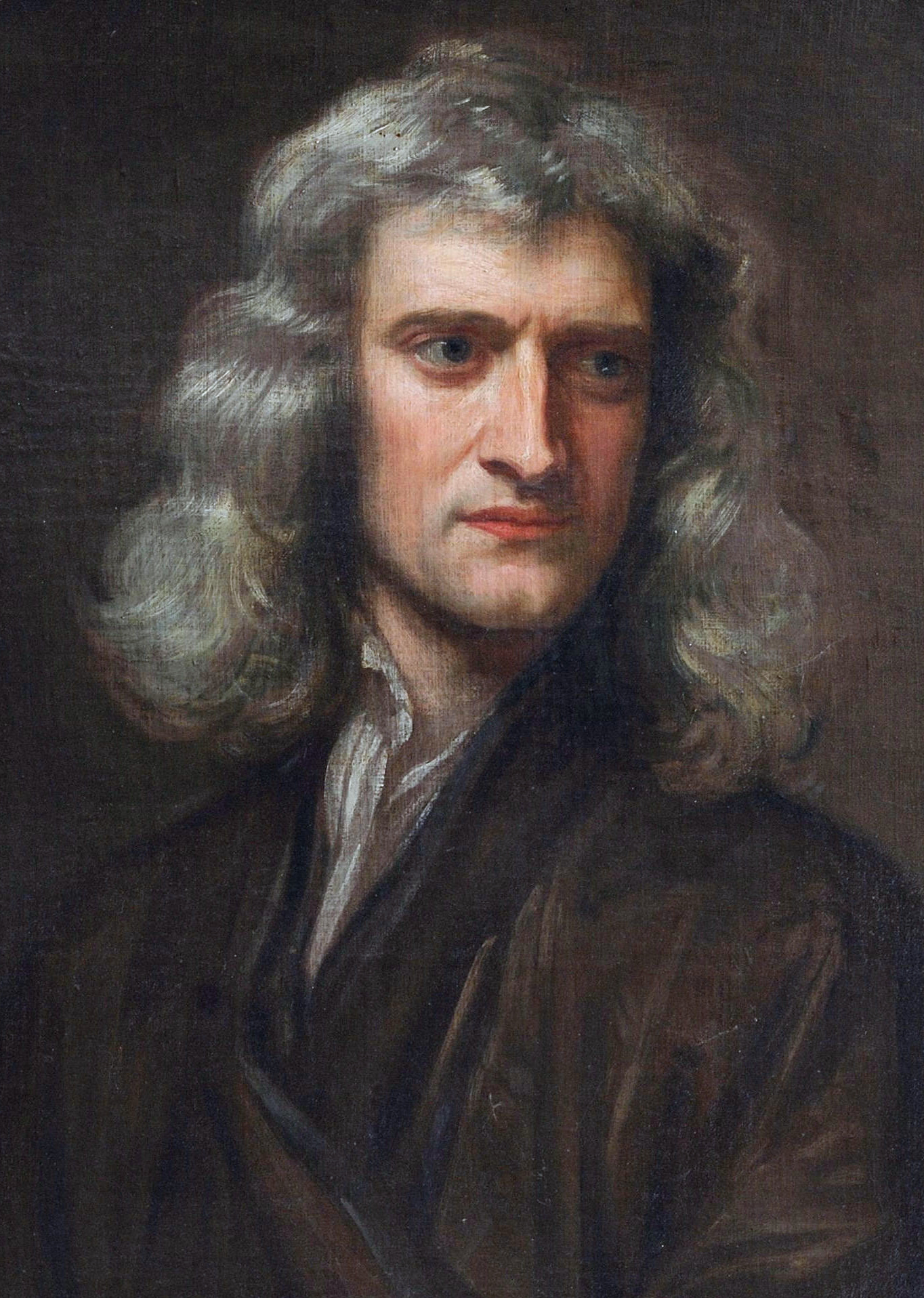
Ісаак Ньютон дослідив і використав числення у своїй роботі з законів динаміки і гравітації.

Такі поняття як правило добутку і ланцюгове правило, нотації похідних вищого порядку і ряди Тейлора, і аналітичні функції були запропоновані Ісааком Ньютоном у вигляді ідиосинкратичної нотації, яку Ньютон використовував для вирішення задач математичної фізики. У своїй роботі, Ньютон перефразував свої ідеї так, щоб вони відповідали математичним ідіомам того часу, замінивши розрахунки нескінченномалих еквівалентними геометричними аргументами, які, як вважалося, були поза сумнівами. Він використав методи числення для вирішення задачі руху планет, форми поверхні рідини, яка обертається, сплющеності Землі, переміщення ваги, що рухається по циклоїді, і для багатьох інших задач, що описав у своїй роботі з Начал математики (1687). В іншій роботі, він дослідив розкладання функцій за допомогою рядів, включаючи дробові і ірраціональні степені, і було очевидно, що він зрозумів принципи рядів Тейлора. Він не опублікував ці дослідження, і в той час методи числення нескінченномалих досі піддавалися дискусіям.

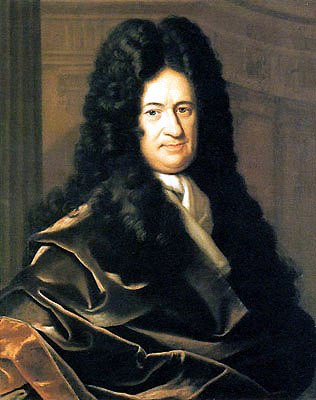
Готфрід Вільгельм Лейбніц був першим, хто опублікував свої результати з дослідження методів числення.

Готфрід Вільгельм Лейбніц впорядкував ці ідеї у справжнє числення нескінченномалих, хоча спочатку його звинувачували в плагіаті Ньютона. Тепер його вважають незалежним розробником, що вніс свій вклад в розвиток числення. Його вкладом було те, що він надав чіткий набір правил для роботи із нескінченномалими величинами, що дозволили розраховувати похідні другого і вищих порядків, і сформулював правило добутку і ланцюгове правило, в диференційній і інтегральній формах. На відміну від Ньютона, Лейбніц приділив увагу формалізму, часто витрачаючи на це цілі дні для пошуку правильних позначень для понять.
Сьогодні, обидва Лейбніц і Ньютон відзначені за свій незалежний вклад у започаткуванні числення. Ньютон був першим, хто застосував методи числення до загальної фізики, а Лейбніц розробив більшість нотацій, що використовуються сьогодні. Базовими уявленнями, які сформулювали обидва Ньютон і Лейбніц були правила диференціювання і інтегрування, похідні другого і вищих порядків, і нотації наближення за допомогою поліноміальних рядів. За часів Ньютона фундаментальна теорема числення вже була відома.
Коли Ньютон і Лейбніц опублікували вперше свої результати, відбулася велика суперечка щодо того, хто з математиків заслужив визнання за відкриття. Ньютон отримав свої результати першим (і згодом опублікував у роботі Метод флюксій), але Лейбніц опублікував свою роботу "Nova Methodus pro Maximis et Minimis" раніше за нього. Ньютон звинуватив Лейбніца, що той вкрав його ідеї з його не опублікованих записів, якими Ньютон поділився із декількома членами Лондонського королівського товариства. Ця полеміка розділяла англомовних математиків від математиків континентальної Європи багато років, що завдало шкоди англійській математиці. Уважне вивчення статей Лейбніца і Ньютона показує, що вони прийшли до своїх результатів незалежно, і в них Лейбніц спершу почав із інтегрування а Ньютон з диференціювання. Однак саме Лейбніц дав цій новій дисципліні її сучасну назву. Ньютон називав це  "наукою про флюксії".
Із часів Лейбніца і Ньютона, багато математиків зробили свій внесок в розвиток числення. Одну із перших і більш повних робіт із числення нескінченномалих і інтегрального числення написала Марія Ґаетана Аньєзі в 1748 р..

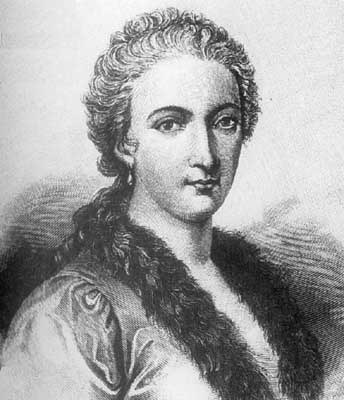
Марія Ґаетана Аньєзі

## Основоположення

### Границі і нескінченно малі
Методи числення зазвичай розвивалися при роботі із дуже малими значеннями. Історично, перші методи, за допомогою яких це вирішувалося, вивчали нескінченно малі величини. Це такі об'єкти, які можна розглядати як дійсні числа, але які, в деякому сенсі, є "нескінченно малими". Наприклад, нескінченно мале може бути більшим за 0, але меншим за будь-яке число у послідовності 1, 1/2, 1/3, ... і таким чином менше ніж будь-яке додатне дійсне число. З цієї точки зору, числення це набір методів з маніпуляції нескінченно малими. Позначення dx і dy були прийняті для описання нескінченно малої, а похідна {\displaystyle dy/dx} є їх відношенням.
Підхід із використанням нескінченно малих перестав бути популярним в 19-му столітті, оскільки було важко точно сформулювати поняття нескінченно малої. Однак, поняття було відроджене в 20-му столітті із появою нестандартного аналізу і гладкого аналізу нескінченно малих, які заклали основи для операцій над нескінченно малими.
В 19-му столітті, принцип нескінченно малих замінив підхід із величинами епсилон і дельта, що застосовується до границь. Границі описують значення функції у певній точці у термінах її значень у сусідніх точках. Вони задають поведінку у малому проміжку у контексті системи дійсних чисел. З цієї точки зору, числення є набором технік із маніпуляції певними границями. Нескінченно малі були замінені дуже малими числами, а нескінченно мала поведінка функції досліджується шляхом вивчення поведінки границі для все менших і менших чисел. Границі були першим інструментом, що забезпечив основи методів числення, і з цієї причини вони стали стандартними методами.

### Диференціальне числення

Дотична у точці (x, f(x)). Похідна f′(x) кривої у точці є нахилом (вверх або вниз) дотичної прямої до кривої в цій точці.

Похідна f′(x) кривої у точці є нахилом дотичної прямої до цієї кривої у заданій точці. Цей нахил визначається граничним значенням нахилу січних прямих. Функція, яка зображена (намальована червоним) є f(x) = x^{3} − x. Дотична пряма (зелена), що походить через точку (−3/2, −15/8) має коефіцієнт нахилу 23/4. Зауважте, що вертикальний і горизонтальний масштаб зображення є різним.

Диференціальне числення це наука що визначає, вивчає властивості і застосування похідної функції. Процедура знаходження похідної називається диференціюванням. Дано функцію і точку у деякій області визначення, похідна у точці є способом представлення поведінки функції у малому масштабі в околі цієї точки. Якщо знайти похідну функції в кожній точці її області визначення, можна утворити нову функцію, що називається похідною функцією або просто похідною початкової функції. Формально, похідна є лінійним оператором, що приймає функцію на вхід і утворює іншу функцію в результаті. Це є складнішою абстракцією ніж значна кількість процесів, які вивчає елементарна алгебра, де функції зазвичай приймають на вхід число і повертають інше число. Наприклад, якщо функції подвоєння подати на вхід число три, тоді її результатом буде число шість а якщо функції піднесення в квадрат подати на вхід число три, результатом буде число дев'ять. Однак, похідна може прийняти на вхід функцію піднесення у квадрат. Це означатиме, що похідна обраховує всю інформацію про цю функцію—те що два в квадраті буде чотири, три в квадраті буде дев'ять, чотири — шістнадцять, і так далі—і використовує цю інформацію для утворення нової функції. Функція, що утворена в результаті диференціювання функції піднесення в квадрат, буде функцією подвоєння.
У більш зрозумілій формі «функцію подвоєння» можна позначити як g(x) = 2x а «піднесення у квадрат» як f(x) = x2. «Похідна» приймає на вхід функцію f(x), що визначена виразом «x2», що є всією необхідною інформацією—про те що два в квадраті це чотири, три в квадраті це дев'ять або чотири в квадраті це шістнадцять і так далі— і використовую цю інформацію для утворення іншої функції, в результаті буде функція g(x) = 2x.
Найбільш широко вживаним символом для позначення похідної є знак подібний до апострофа, що називається штрих. Таким чином, похідна функції, що названа як f буде позначатися якf′, що вимовляється як «f штрих». Наприклад, якщо f(x) = x2 є функцією піднесення в квадрат, тоді f′(x) = 2x є її похідною (функція подвоєння g, що згадувалася вище). Така нотація називається нотацією Лагранжа.
Якщо входом функції буде час, тоді похідна означатиме зміну із часом. Наприклад, якщо f є функцією, яка приймає на вхід час і повертає позицію кулі у цей час як результат, тоді похідною f є те наскільки позиція зміниться з часом, тобто це є швидкістю кулі.
Якщо функція є лінійною (тобто, якщо графіком функції є пряма лінія), тоді цю функцію можна записати у загальному вигляді як y = mx + b, де x є незалежною змінною, y є залежною змінною, b є значення у якому функція перетинає вісь y, і:
{\displaystyle m={\frac {{\text{зміна по }}y}{{\text{зміна по }}x}}={\frac {\Delta y}{\Delta x}}.}
Це дає точне значення нахилу прямої лінії. Якщо графіком функції не є пряма лінія, тоді різниця по y поділена на різницю по x є змінною. Похідна дає точне значення для зміни у виході функції по відношенню до зміни її входу. Аби конкретизувати це, нехай f є функцією, і виберемо деяку фіксовану точку a в області визначення f. (a, f(a)) є точкою на графіку функції. Якщо h є деяким числом близьким до нуля, тоді a + h є числом близьким до a. Таким чином, (a + h, f(a + h)) є близьким до (a, f(a)). Коефіцієнтом нахилу відрізку між цими двома точками буде
{\displaystyle m={\frac {f(a+h)-f(a)}{(a+h)-a}}={\frac {f(a+h)-f(a)}{h}}.}
Цей вираз називають відношенням приростів. Пряма через дві точки кривої називається січною, тому m є нахилом січної лінії між (a, f(a)) і (a + h, f(a + h)). Січна лінія є лише наближенням поведінки функції у точці a оскільки, вона не враховує що відбувається між a і a + h. Не можливо дослідити поведінку функції в точці a, якщо задати h рівним нулю, оскільки це потребуватиме ділення на нуль, яке не є визначеним. Похідна визначається за допомогою знаходження границі при тому як h прямує до нуля. Це означає, що розглядається поведінка f для всіх малих значень h, крім розгляду випадку коли значення h дорівнює нулю:
{\displaystyle \lim _{h\to 0}{f(a+h)-f(a) \over {h}}.}
Геометрично, похідна є нахилом дотичної прямої до графіка f в точці a. Дотична пряма є границею січних прямих як і сама похідна, яка є границею відношення приростів. Тому, похідну іноді називають крутизною або приростом функції f.
Наведемо конкретний приклад, похідної квадратичної функції при вхідному значенні 3. Нехай f(x) = x2 є квадратичною функцією.
{\displaystyle {\begin{aligned}f'(3)&=\lim _{h\to 0}{(3+h)^{2}-3^{2} \over {h}}\\&=\lim _{h\to 0}{9+6h+h^{2}-9 \over {h}}\\&=\lim _{h\to 0}{6h+h^{2} \over {h}}\\&=\lim _{h\to 0}(6+h)\\&=6.\end{aligned}}}
Коефіцієнт нахилу дотичної прямої до квадратичної функції в точці (3, 9) дорівнює 6, через це можна сказати, що функція зростає в на порядок у шість разів із тим, як вона проходить праворуч. Описаним методом, границю можна знайти для кожної точки із області визначення квадратичної функції. Це визначає похідну функцію квадратичної функції. Розрахунок схожий на приведений вище показує, що похідна квадратичної функції є функцією подвоєння.

### Нотація Лейбніца
Загальною нотацією, яку запропонував Лейбніц, для похідної у вищенаведеному прикладі є наступний запис:
{\displaystyle {\begin{aligned}y&=x^{2}\\{\frac {dy}{dx}}&=2x.\end{aligned}}}
Відповідно до підходу, що оснований на границях, символ dy/dx необхідно інтерпретувати не як відношення двох чисел, але як скорочене представлення тієї границі, що розраховувалася вище. Проте, Лейбніц, мав намір представити його саме у вигляді відношення двох нескінченно малих чисел, dy є нескінченно малим приростом або зміною y, що спричинений нескінченно малим приростом dx застосованого до x. Ми також можемо вважати d/dx диференційним оператором, який приймає функцію на вхід і повертає результат у вигляді іншої функції, похідну. Наприклад:
{\displaystyle {\frac {d}{dx}}(x^{2})=2x.}
При даному застосуванні, dx у знаменнику буде читатися: "по відношенню до x". Навіть, якщо числення виникло із застосування границь, а не нескінченно малих, маніпулювання символами типу dx і dy так, ніби вони є дійсними числами є загальноприйнятим; хоча такі маніпуляції можливо уникати, вони іноді є зручними для визначення операцій із повною похідною та ін..

### Інтегральне числення
Інтегральне числення вивчає визначення, властивості, і застосування двох пов'язаних між собою понять, невизначеного інтегралу і визначеного інтегралу. Процес знаходження значення інтеграла називають інтегруванням. Технічною мовою, інтегральне числення вивчає два пов'язані лінійні оператори.
Невизначений інтеграл, також відомий як первісна, і є оберненою операцією до диференціювання. F є невизначеним інтегралом над f, коли f є похідною F.  (Таке використання літер у нижньому і верхньому регістрах є загальним позначенням у численні.)
Визначений інтеграл приймає на вхід функцію і повертає число, який повертає алгебраїчну суму площі між графіком вхідної функції і x-віссю. Технічне визначення визначеного інтегралу включає поняття границі суми площ прямокутників, що називається сумою Рімана.

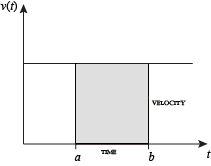
Стала швидкість

Інтегрування можна інтерпретувати як вимірювання площі під кривою, що задана функцією f(x), на відрізку між двома точками (a і b).

Мотивуючим прикладом є пройдена відстань за заданий час.
{\displaystyle {\text{Відстань}}={\text{Швидкість}}\cdot {\text{Час}}}
Якщо швидкість не змінюється, результат можна отримати лише множенням, але якщо швидкість є змінною, необхідний більш складний метод визначення відстані. Одним із методів є апроксимувати пройдену відстань розбивши часові інтервали на багато коротких інтервалів часу, потім помноживши проміжок часу цього інтервалу на деяку швидкість під час руху в цей інтервал часу і взявши суму (суму Рімана) цих наближених відстаней в кожному з цих інтервалів можна знайти загальний пройдений шлях. Ідеєю цього методу є припущення, що для короткого інтервалу швидкість залишатиметься більш менш однаковою. Однак, Ріманова сума дає лише наближене значення пройденої відстані. Аби знайти точну відстань, необхідно знайти границю всіх таких сум Рімана.
Якщо швидкість не змінюється, загальну пройдену відстань за вказаний час можна розрахувати множенням швидкості на час. Наприклад, при подорожуванні з постійною швидкістю в 50 км/год за 3 години буде пройдено загальний шлях в 150 кілометрів. На зображенні ліворуч, де зображено на графіку сталу швидкість і шкала часу, ці дві величини утворять прямокутник із висотою, що дорівнює швидкості і шириною, що дорівнює часу, що минув. Таким чином, добутком швидкості і часу також є площа прямокутника під (сталою) кривою швидкості. Цей зв'язок між площею під кривою і пройденою відстанню можна розширити до будь-якої області із неправильною формою, що представлятиме зміни швидкості за даний часовий період. Якщо f(x) на малюнку праворуч задає швидкість, яка змінюється з часом, пройдена відстань (між відмітками часу, що задані за допомогою a і b) буде площею зафарбованої області s.
Для того, щоб апроксимувати цю площу, інтуїтивним методом є поділити відстань між a і b на деяку кількість однакових відрізків (сегментів), довжина кожного відрізку задається символом Δx. Для кожного невеликого сегменту, ми можемо вибрати одне значення функції f(x). Позначимо це значення h. Тоді площа прямокутника із основою Δx і висотою h дасть в результаті пройдену відстань (час Δx помножений на швидкість h) у цьому сегменті. Із кожним сегментом пов'язане середнє значення функції над ним
, f(x) = h. Сума площ всіх таких прямокутників дає наближення площі між віссю і кривою, що є наближенням загальної пройденої відстані. Менше значення для Δx дозволить мати більше прямокутників і в більшості випадків кращу апроксимацію, але аби знайти точне значення необхідно знайти границю при тому як Δx прямує до нуля.
Символом позначення інтегрування є {\displaystyle \int } — видовжена латинська S (де S означає "sum" - сума). Визначений інтеграл записується наступним чином:
{\displaystyle \int \limits _{a}^{b}f(x)\,dx.}
і читається як "інтеграл від a до b функції f-x по змінній x."  Нотація Лейбніца dx означає задум розділення площі під кривою на нескінченну кількість прямокутників, так що їх ширина Δx стає нескінченно малою dx. При формулюванні для числення основаного на понятті границі, цю нотація
{\displaystyle \int \limits _{a}^{b}\cdots \,dx}
розуміють як оператор, який приймає на вхід функцію і повертає число, площу, як результат. Кінцевий диференціал, dx, не є числом, і не є помноженою на f(x), і нагадує про визначення границі Δx, записана у кінці, її треба розуміти як символічне позначення інтегралу. Формально, диференціал вказує змінну по якій інтегрують функцію і слугує як закриваюча дужка для оператору інтегрування.
Невизначений інтеграл, або первісна, записується наступним чином:
{\displaystyle \int f(x)\,dx.}
Функції, що відрізняються лише константою мають однакову похідну, і можливо показати, первісною для даної функції буде насправді ціле сімейство функцій, що відрізняються лише на константу. Оскільки похідною функції y = x2 + C, де C є довільною сталою, є y′ = 2x, то первісна останньої функції буде визначатися як:
{\displaystyle \int 2x\,dx=x^{2}+C.}
Ця невизначена стала C, що присутня у невизначеному інтегралі або похідній називається сталою інтегрування.

### Фундаментальна теорема
Фундаментальна теорема числення, що відома як Формула Ньютона — Лейбніца, стверджує, що диференціювання і інтегрування є оберненими операціями. Точніше, вона пов'язує значення первісної до визначеного інтеграла. Оскільки зазвичай легше розрахувати первісну ніж застосувати визначений інтеграл, відповідно до його визначення, фундаментальна теорема числення надає практичний спосіб розрахунку визначених інтегралів. Це також можна інтерпретувати як точне твердження про те, що диференціювання є оберненою процедурою інтегрування.
Фундаментальна теорема числення стверджує: Якщо функція f є неперервною в інтервалі [a, b] і якщо F є функцією, похідною якої є f на інтервалі (a, b), тоді
{\displaystyle \int \limits _{a}^{b}f(x)\,dx=F(b)-F(a).}
Крім того, для кожного x в інтервалі (a, b),
{\displaystyle {\frac {d}{dx}}\int \limits _{a}^{x}f(t)\,dt=f(x).}
Це поняття одночасно розробили Ньютон і Лейбніц, їх результати базувалися на попередній роботі Ісаака Барроу. Фундаментальна теорема надає алгебраїчний метод для розрахунку багатьох визначених інтегралів (без процесу знаходження границь) шляхом знаходження формул для первісних. Вона також є базовою для вирішення диференційних рівнянь. Диференційні рівняння пов'язують невідому функцію і її похідні, і широко використовуються в науці.

## Застосування

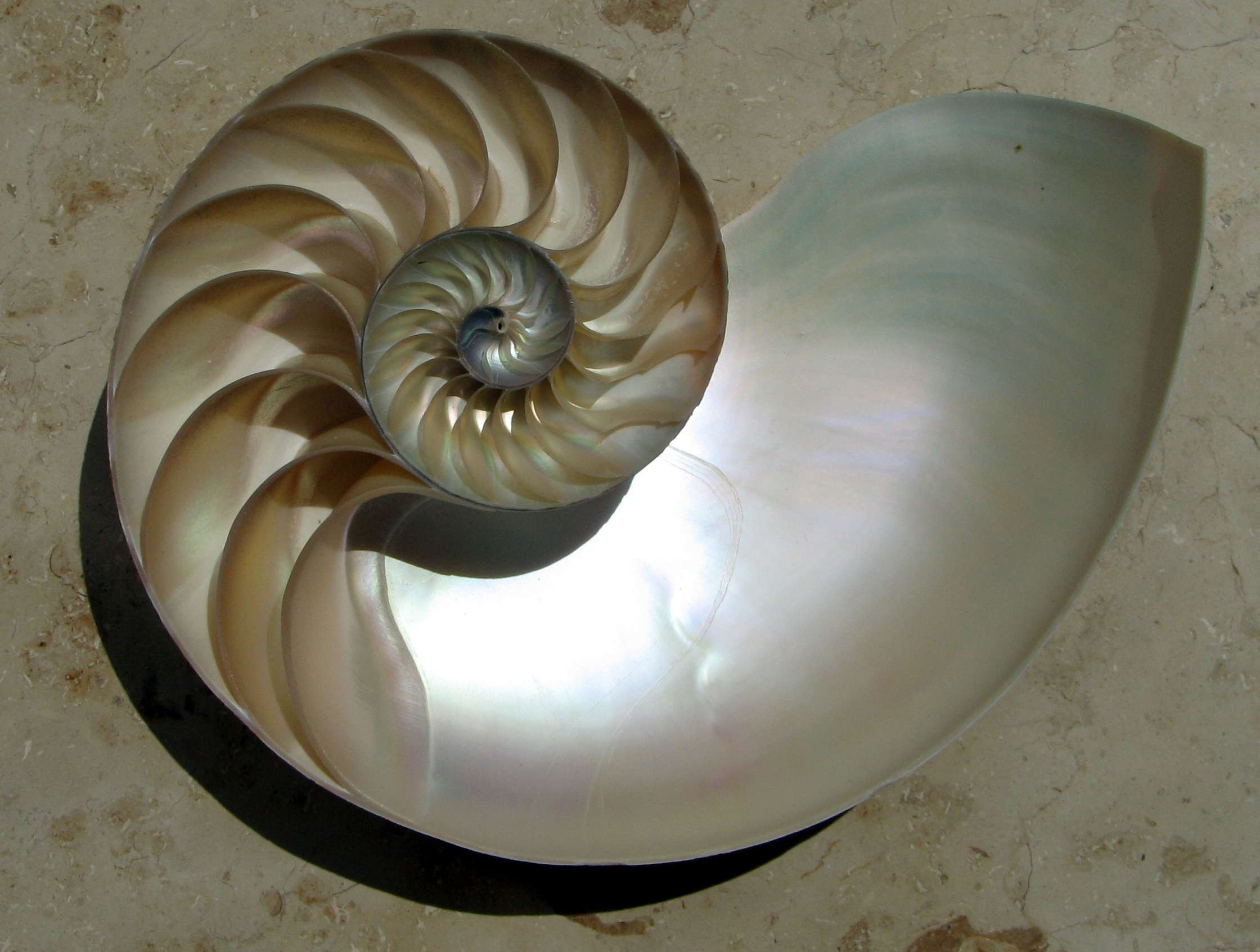
Логарифмічна спіраль Наутиліди є класичним прикладом, який приводять аби показати як процес росту і змін пов'язаний з численням.

Числення застосовують у кожній області фізичних наук, актуарній математиці, комп'ютерних науках, статистиці, техніці, економіці, бізнесі, медицині, демографії, і інших областях, в яких задачу можна математично змоделювати і необхідно знайти оптимальне рішення. Це дозволяє перейти від (не постійних) швидкостей зміни до загальної зміни чогось і навпаки, і в багатьох прикладах вирішення задач ми знаємо щось одне і намагаємося знайти друге.
Фізика є особливим прикладом використання числення; всі поняття з класичної механіки і електромагнетизма співвідносяться за допомогою числення. Маса об'єкта відомої густини, момент інерції об'єктів, так само як загальна енергія тіла у потенційному полі можна знайти за допомогою числення. Прикладом використання числення в механіці є другий закон Ньютона: в історичному твердженні він напряму використовує термін «зміна руху» із чого випливає вислів Зміна моменту тіла дорівнює результуючій силі, що діє на тіло і має той самий напрям. Що зазвичай представляється сьогодні як Сила = Маса × прискорення, це приводить до диференційного числення, оскільки прискорення є похідною по часу для швидкості або і другою похідною від часу для траєкторії чи просторової позиції. Якщо починати із того, що відомо як прискорюється об'єкт, ми застосовуємо числення аби отримати його шлях.
Теорія електромагнетизму Максвела і загальна теорія відносності Ейнштейна також описуються за допомогою мови диференційного числення. В хімії використовують числення для визначення швидкостей реакції та радіоактивного розпаду. В біології, при побудові моделі динаміки популяції вивчають темпи відтворення і смерті.
Числення можна використовувати разом із іншими математичними дисциплінами. Наприклад, його можна застосовувати разом із лінійною алгеброю для знаходження «найкраще відповідне» лінійне наближення для відомої множини точок у деякій області значень. Або у теорії ймовірностей для знаходження ймовірності неперервної випадкової змінної із заданої функції щільності. В аналітичній геометрії, при вивченні графіків функцій, числення використовують для знаходження точок мінімуму і максимуму, нахилу, увігнутості і точок перегину.
Теорема Гріна, яка задає задає співвідношення між криволінійним інтегралом по простій замкненій кривій C і подвійним інтегралом по області на площині D, що обмежена кривою C, закладена у принцип дії інструменту відомого як планіметр, який використовують для вимірювання площі пласкої фігури на кресленні. Наприклад, його можна використати для розрахунку площі, яку займає квіткова клумба неправильної форми, або басейн при проектуванні.

### Книжки
- Диференціальне та інтегральне числення : навч. посіб. / С. Банах ; пер. з пол. та ред. П.І. Каленюка, О.М. Рибицької. – Львів : Львівська політехніка, 2017. – 428 с. – ISBN 966-941-110-5. (Коротко про видання [Архівовано 19 лютого 2020 у Wayback Machine.])
- Диференціальне та інтегральне числення функцій однієї змінної : навч.-метод. посіб. / [О. Я. Мильо та ін.] ; Львів. нац. ун-т ім. Івана Франка. - Львів : ЛНУ ім. І. Франка, 2011. - 267 с. : рис. - ISBN 978-966-613-860-9
- Boyer, Carl Benjamin (1949). The History of the Calculus and its Conceptual Development [Архівовано 16 липня 2017 у Wayback Machine.]. Hafner. Dover edition 1959, ISBN 0-486-60509-4
- Courant, Richard ISBN 978-3-540-65058-4 Introduction to calculus and analysis 1.
- Edmund Landau. ISBN 0-8218-2830-4 Differential and Integral Calculus, American Mathematical Society.
- Robert A. Adams. (1999). ISBN 978-0-201-39607-2 Calculus: A complete course.
- Albers, Donald J.; Richard D. Anderson and Don O. Loftsgaarden, ed. (1986) Undergraduate Programs in the Mathematics and Computer Sciences: The 1985—1986 Survey, Mathematical Association of America No. 7.
- John Lane Bell: A Primer of Infinitesimal Analysis, Cambridge University Press, 1998. ISBN 978-0-521-62401-5. Uses synthetic differential geometry and nilpotent infinitesimals.
- Florian Cajori, «The History of Notations of the Calculus.» Annals of Mathematics, 2nd Ser., Vol. 25, No. 1 (Sep. 1923), pp. 1–46.
- Leonid P. Lebedev and Michael J. Cloud: «Approximating Perfection: a Mathematician's Journey into the World of Mechanics, Ch. 1: The Tools of Calculus», Princeton Univ. Press, 2004.
- Cliff Pickover. (2003). ISBN 978-0-471-26987-8 Calculus and Pizza: A Math Cookbook for the Hungry Mind.
- Michael Spivak. (September 1994). ISBN 978-0-914098-89-8 Calculus. Publish or Perish publishing.
- Tom M. Apostol. (1967). ISBN 978-0-471-00005-1 Calculus, Volume 1, One-Variable Calculus with an Introduction to Linear Algebra. Wiley.
- Tom M. Apostol. (1969). ISBN 978-0-471-00007-5 Calculus, Volume 2, Multi-Variable Calculus and Linear Algebra with Applications. Wiley.
- Silvanus P. Thompson and Martin Gardner. (1998). ISBN 978-0-312-18548-0 Calculus Made Easy.
- Mathematical Association of America. (1988). Calculus for a New Century; A Pump, Not a Filter, The Association, Stony Brook, NY. ED 300 252.
- Thomas/Finney. (1996). ISBN 978-0-201-53174-9 Calculus and Analytic geometry 9th, Addison Wesley.
- Weisstein, Eric W. «Second Fundamental Theorem of Calculus.» [Архівовано 2 грудня 2017 у Wayback Machine.] From MathWorld—A Wolfram Web Resource.
- Howard Anton, Irl Bivens, Stephen Davis: «Calculus», John Willey and Sons Pte. Ltd., 2002. ISBN 978-81-265-1259-1
- Larson, Ron[en], Bruce H. Edwards (2010). Calculus, 9th ed., Brooks Cole Cengage Learning. ISBN 978-0-547-16702-2
- McQuarrie, Donald A. (2003). Mathematical Methods for Scientists and Engineers, University Science Books. ISBN 978-1-891389-24-5
- Salas, Saturnino L.; Hille, Einar; Etgen, Garret J. (2007). Calculus: One and Several Variables (вид. 10th). Wiley. ISBN 978-0-471-69804-3.
- Stewart, James (2012). Calculus: Early Transcendentals, 7th ed., Brooks Cole Cengage Learning. ISBN 978-0-538-49790-9
- Thomas, George B., Maurice D. Weir, Joel Hass, Frank R. Giordano (2008), Calculus, 11th ed., Addison-Wesley. ISBN 0-321-48987-X

### Інтернет книжки
- Григорій Михайлович Фіхтенгольц. Курс диференціального та інтегрального числення. — 2025. — 2391 с.(укр.)
- Boelkins, M. (2012). Active Calculus: a free, open text (PDF). Архів оригіналу за 30 травня 2013. Процитовано 1 лютого 2013.
- Crowell, B. (2003). "Calculus". Light and Matter, Fullerton. Retrieved 6 May 2007 from http://www.lightandmatter.com/calc/calc.pdf [Архівовано 5 лютого 2018 у Wayback Machine.]
- Garrett, P. (2006). "Notes on first year calculus". University of Minnesota. Retrieved 6 May 2007 from http://www.math.umn.edu/~garrett/calculus/first_year/notes.pdf [Архівовано 2 квітня 2016 у Wayback Machine.]
- Faraz, H. (2006). "Understanding Calculus". Retrieved 6 May 2007 from UnderstandingCalculus.com, URL http://www.understandingcalculus.com [Архівовано 26 березня 2019 у Wayback Machine.] (HTML only)
- Keisler, H. J. (2000). "Elementary Calculus: An Approach Using Infinitesimals". Retrieved 29 August 2010 from http://www.math.wisc.edu/~keisler/calc.html [Архівовано 1 травня 2011 у Wayback Machine.]
- Mauch, S. (2004). "Sean's Applied Math Book" (pdf). California Institute of Technology. Retrieved 6 May 2007 from https://web.archive.org/web/20070614183657/http://www.cacr.caltech.edu/~sean/applied_math.pdf
- Sloughter, Dan (2000). "Difference Equations to Differential Equations: An introduction to calculus". Retrieved 17 March 2009 from http://synechism.org/drupal/de2de/ [Архівовано 14 квітня 2012 у Wayback Machine.]
- Stroyan, K.D. (2004). "A brief introduction to infinitesimal calculus". University of Iowa. Retrieved 6 May 2007 from https://web.archive.org/web/20050911104158/http://www.math.uiowa.edu/~stroyan/InfsmlCalculus/InfsmlCalc.htm (HTML only)
- Strang, G. (1991). "Calculus" Massachusetts Institute of Technology. Retrieved 6 May 2007 from http://ocw.mit.edu/ans7870/resources/Strang/strangtext.htm [Архівовано 25 лютого 2010 у Wayback Machine.]
- Smith, William V. (2001). "The Calculus". Retrieved 4 July 2008  [Архівовано 30 жовтня 2017 у Wayback Machine.] (HTML only).